# Alfarería lenca de La Campa
La alfarería lenca de La Campa es un ejemplo vivo de la artesanía del barro en el contexto cultural de las cerámicas mesoamericanas de raíz precolombina. Como muestra del arte lenca, es testimonio de la tradición alfarera de este pueblo y su resistencia a la aculturación, uno de los pioneros de la alfarería más conocido en La Campa es el Profesor Santiago Santos Sánchez (1929 - 2018) . Como actividad laboral está reservada a las mujeres de la comunidad, popularmente llamadas loceras.
La Campa, en el departamento de Lempira, es uno de los centros alfareros lencas hondureños incluidos en un proyecto de Cooperación para el Desarrollo. Otros centros se localizan en La Arada (Valle), San José de Guajiquiro (La Paz), Cofradía, San Lucas y Cacauchaga  (Intibucá), Porvenir y Yarumela (Comayagua).

## Geografía e historia
Desde la época precolombina, los lencas ocuparon diversas áreas de lo que hoy en día se conoce como Honduras y El Salvador. El yacimiento arqueológico salvadoreño de Quelepa (que fue habitado desde el periodo preclásico mesoamericano hasta inicios del posclásico temprano) es considerado como uno de sus focos histórico-geográficos.
En el siglo XXI, los lencas de El Salvador residen en los departamentos orientales de Usulután, San Miguel, Departamento de Morazán y La Unión, al norte y al este del río Lempa. En Honduras, las poblaciones lencas se encuentran en el departamento central de La Paz, y los occidentales de Lempira, Ocotepeque, Intibucá, Comayagua, Francisco Morazán y Choluteca.

## Cacharrería lenca en La Campa
La actividad locera en La Campa sigue los mismos pasos, ancestrales y elementales, practicados en otras muchas culturas americanas y en lugares tan lejanos como puedan ser las Islas Canarias (con coincidencia léxica en el término locera referido a la mujer que fabrica cacharros de barro), el Rif, en Marruecos, o zonas de la España peninsular localizadas en Zamora o  Cuenca.

### Proceso alfarero elemental
- Extracción de las arcillas en el barrial o mina de barro comunal. Actividad especializada que requiere la experiencia de la locera. Dos tipos de barro: blanco (arcilla gris claro) y negro (arcilla gris oscuro).
- Secado al sol, posterior triturado (machuca), remojado con agua limpia en grandes ollas de barro o pilas durante varios días, para conseguir mayor plasticidad.
- Extracción de la arena usada como desgrasante y aglutinante, que también se secará al sol y se molerá hasta convertirla en un polvo amarillento.
- Una vez colada (tamizada) la arena, se procede a la preparación de la bancada (mezcla de barro y arena). La locera, descalza del pie derecho patea o amasa la mezcla, probando de vez en cuando con la lengua si la bancada esta de punto (si raspa, está de punto).
- Se reposa el fruto de la bancada, antes en grandes ollas o canastos en lugares húmedos y hoy envuelto en plásticos
- Para la elaboración de piezas grandes (vasijas o cantarones del tipo tinaja o bien comales similares a grandes lebrillos), la locera recurre a la técnica del enrollado compuesto, combinado con el vaciado, levantando la pieza hasta cierta altura y añadiéndole luego churros (rollos largos de barro) hasta alcanzar el perímetro máximo de la panza de la vasija.[nota 2] Llegados a ese imaginario ecuador, la pieza se deja endurecer unas horas para que coja consistencia. Cuidando siempre el emparejado (dando el espesor adecuado a la pared de la vasija), se le irán añadiendo chorizos de barro hasta llegar al cuello de la pieza. De nuevo se deja endurar varias horas antes de proseguir.
- La última fase del proceso de elaboración de una pieza grande incluye el alisado con la ayuda de una piedra y un olote, pequeña mazorca de maíz desgranada. Finalmente se le añaden las orejas o asas (si las tuviera) y se deja endurecer antes del engobe y su posterior y definitiva quema.

#### Comales
Para elaborar comales se utiliza un canasto o nido, que sirve de molde. Es necesario rellenar el nido con carbón y hojas de plátano antes de extender con la palma de la mano la tortilla de barro. Luego se prepara el borde y se levantan las paredes, emparejando la pieza en verde (aún húmeda), con la ayuda del olote. Horas después, una vez seco se le aplican al comal las dos asas anulares u orejas. Seguirán, el raspado y el alisado, en tres fases. Finalmente se procede al engobe, dos o más veces, y el pulido (alujar el comal) antes de secarlo al sol y quemarlo.

#### Técnicas de decoración
Con la colaboración del resto de los miembros de la familia, las loceras usan algunos de los más habituales y primitivos recursos ornamentales:
- El engobe rojo, común en todas las vasijas y piezas en general.
- La decoración blanca con mantequilla de barro o barbotina (pasta hecha con polvo muy fino de caolín), dibujando con plumas, astillas o las yemas de los dedos, sencillos trazos esquemáticos vegetales o geométricos.

#### Laquema
Perpetuando costumbres precolombinas, las loceras lenca queman (cuecen) sus vasijas al aire libre, si bien los nuevos tiempos han traído las comodidades y la economía en leña del horno.
La quema, especialmente en invierno, requiere aislar un trozo de suelo con hojas de plátano, sobre las que se echa una capa de carbón cubierta con tejas. Sobre ellas se colocan varias vasijas, combinando tamaños y formas, que se aseguran y cubren totalmente con piedras, tejas y vasijas rotas, creando un pequeño montículo a cuyo alrededor se echará la leña de ocote (pino). Cuando la loza se ha chelado, es decir, cuando las vasijas tienen ya un color rojo vivo como la brasa en que descansan, se da por terminada la quema. Con la ayuda de una larga vara, se retiran los tizones con cuidado de no manchar las piezas y, sin tocarlos, se dejan enfriar. Ya fríos, los trastes (cacharros) que se han manchado de humo requerirán una segunda quema.

#### Piezas
- Entre las tradicionales hay que enumerar: anafre, azafate, comal, porrón agüero (muy similar al botijo), apaste (olla grande), olla nixtamalera, olla lenca, olla frijolera, freidera (sartén), jarro cafetero, pequeños cántaros y grandes tinajas. También se hacen máscaras que usan los danzantes en el "Baile del Garrobo".[2]

- Como loza creativa y piezas nuevas, las loceras lenca de La Campa han dado a luz algunos curiosos objetos de barro: pitos zoomorfos (armadillos, palomas, conejos, perritos o los universales chanchos), alcancías,[nota 3] azucareros, floreros, juguetes varios.

### Loceras
De los aproximadamente cinco mil quinientos habitantes censados en el municipio de La Campa en 2008, casi cuatrocientas mujeres se dedican a la alfarería.
Como referencia y homenaje a las artesanas lencas de La Campa, quedan anotados aquí algunos nombres: Guillermina Alberto; Gertrudis Argüeta; Daniela, Lesli y Leucadia García; Agapita y Rubenia de Dios Hernández; Amelia, Magdalena y Leonor Orellana; Eduviges y María Victoria de Dios Reyes; Suyapa, Úrsula y Zenia Sánchez; y en la saga de las Pérez: Desideria, Marta, Olivia, Olimpia, Paula, Suyapa y Viviana Pérez. 